# جون ويلتون
جون ويلتون (بالإنجليزية: John Wilton)‏ هو عسكري أسترالي، ولد في 22 نوفمبر 1910 في سيدني في أستراليا، وتوفي في 10 مايو 1981 في كانبرا في أستراليا.